# 陳全忠
陳全忠（1925年7月—2025年4月27日），河南温县陈家沟人，是中國武術家，陈氏第19世、陈式太极拳第11代传人。曾任西安市陈式太极拳研究会會長。

## 生平
出生於河南温县陈家沟。從小隨父亲陈世恭學習太极拳。1940年，為躲避戰亂而隨父母移居陝西西安。曾師從陈守礼、陈敬平與陈金鳌。
1980年代，他從西安平绒厂退休，開始傳授太极拳。1995年，成立西安市陈式太极拳研究会。1996、1997年先後两次到美國講學。數十年來教過的學生已超過三萬人。
2025年4月27日凌晨逝世。